# Vasia
Vasia (im Ligurischen: Vàsia) ist eine norditalienische Gemeinde mit 345 Einwohnern (Stand 31. Dezember 2023) in der Region Ligurien. Politisch gehört sie zu der Provinz Imperia.

## Geographie

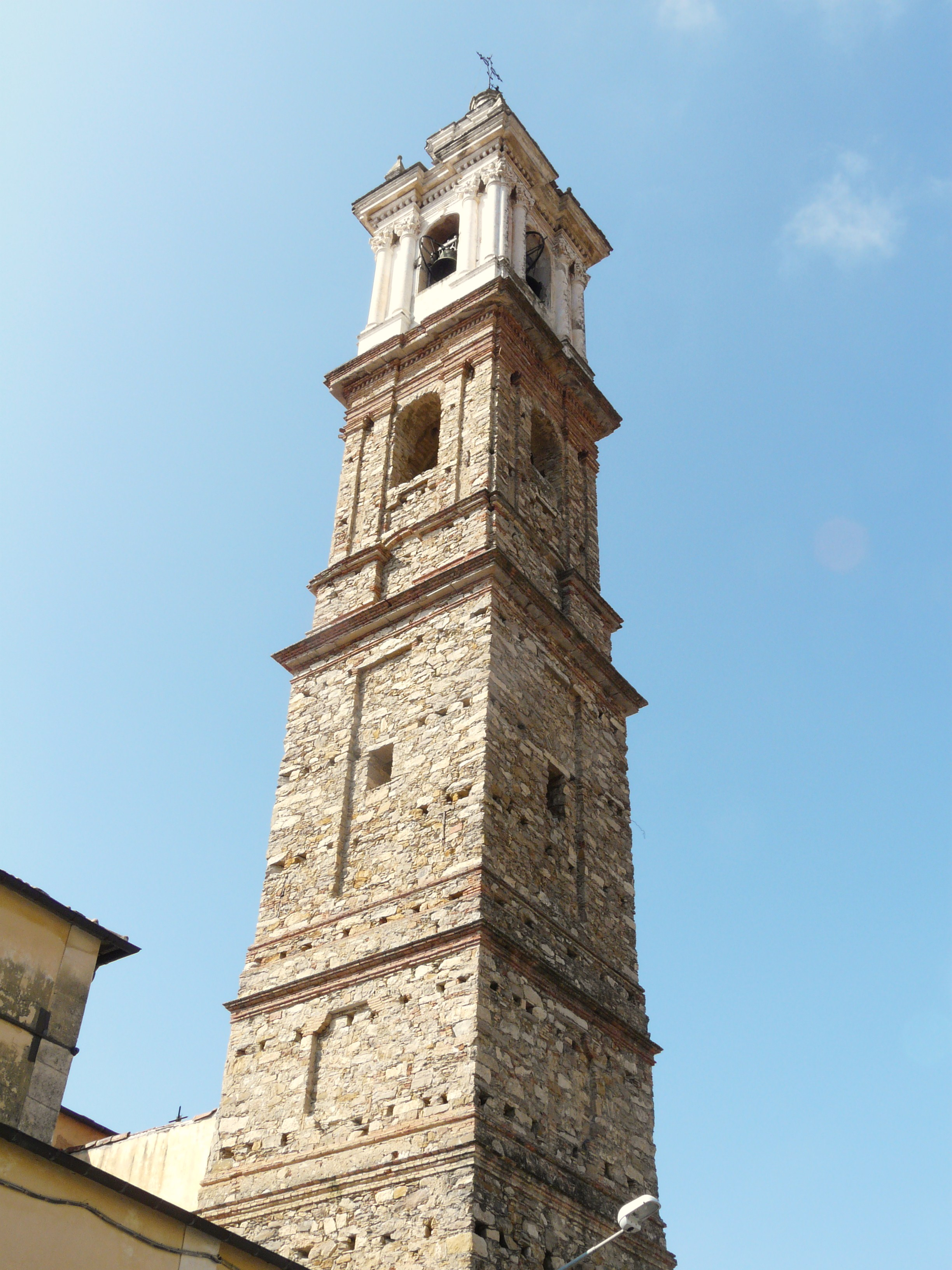
Turm der Kirche St. Antonio in Vasia

Vasia liegt an den Hängen des Monte Acquarone. Die Gemeinde gehört zu der Comunità Montana dell’Olivo und ist circa 11 Kilometer von der Provinzhauptstadt Imperia entfernt. Zur Gemeinde gehören die Ortsteile Pantasina, Pianavia, Prelà Castello und Torretta.
Nach der italienischen Klassifizierung bezüglich seismischer Aktivität wurde die Gemeinde der Zone 2 zugeordnet. Das bedeutet, dass sich Vasia in einer seismisch moderat bis stark aktiven Zone befindet.

## Klima
Die Gemeinde wird unter Klimakategorie E klassifiziert, da die Gradtagzahl einen Wert von 2114 besitzt. Das heißt, die in Italien gesetzlich geregelte Heizperiode liegt zwischen dem 15. Oktober und dem 15. April für jeweils 14 Stunden pro Tag.